# Темрюцька волость
Темрюцька волость — історична адміністративно-територіальна одиниця Маріупольського повіту Катеринославської губернії із центром у селі Темрюк.
Станом на 1886 рік складалася з 2 поселень, 2 сільських громад. Населення — 5688 осіб (2801 чоловічої статі та 2887 — жіночої), 709 дворових господарств.
|                     | Площа, десятин | У тому числі орної, десятин |
| ------------------- | -------------- | --------------------------- |
| Сільських громад    | 15464          | 6887                        |
| Приватної власності | —              | —                           |
| Казенної власності  | —              | —                           |
| Іншої власності     | —              | —                           |
| Загалом             | 15464          | 6887                        |

Поселення волості:
- Темрюк — колишнє власницьке село при річці Темрюк  за 45 верст від повітового міста, 4347 осіб, 566 дворових господарств, православна церква, школа, 3 лавки.
- Захарівка — колишнє власницьке село річці Берда, 1341 особа, 159 дворових господарств, православна церква, школа, лавка.

За даними на 1908 рік у волості налічувалось 4 поселення, загальне населення — 9851 особа (5032 чоловічої статі та 4819 — жіночої), 1460 дворових господарств.